# De avonturen van Charlotte
De avonturen van Charlotte (Frans: Les aventures de Charlotte) is een Belgische stripreeks getekend door André Taymans naar de scenario's van Rudi Miel. De strip verscheen in de Franstalige krant Le Soir en werd later in albumvorm uitgegeven door Casterman in het Frans en het Nederlands. De Nederlandse vertaling werd verzorgd door René van de Weijer.
Het verhaal speelt zich af in Indochina tijdens de jaren '30. Charlotte en haar metgezellen krijgen vaak af te rekenen met criminele figuren belust op rijkdom en macht.

## Personages
- Charlotte: een pienter meisje van 12 met een sterk gevoel voor rechtvaardigheid.
- William Beaujean: de vader van Charlotte, cartograaf van beroep.
- Leon: de assistent van William, heeft een goed hart maar is nogal humeurig en heeft een zwak voor waardevolle spullen.
- Caramel: het aapje van Leon die ook een goede hulp is voor Charlotte
- Sao: de beste vriendin van Charlotte, ze is een prinses uit Laos

## Albums
1. Het Geheim van de Kornaks (1994)
2. De Zwarte Parel (1994)
3. De Zwaluwenrots (1994)
4. De Hoorns van Vuur (1996)
5. De Godencirkel (1997)